# Łomazy (gmina)
Łomazy – gmina wiejska w Polsce położona w województwie lubelskim, w powiecie bialskim. W latach 1975–1998 gmina administracyjnie należała do województwa bialskopodlaskiego.
Siedziba gminy to Łomazy.
Według danych z 30 czerwca 2004 gminę zamieszkiwało 5535 osób.

## Historia
Gmina Łomazy powstała za Królestwa Polskiego – 13 stycznia 1870 w powiecie bialskim w guberni siedleckiej w związku z utratą praw miejskich przez miasto Łomazy i przekształceniu jego w wiejską gminę Łomazy w granicach dotychczasowego miasta. W 1912 roku gmina weszła w skład nowo utworzonej guberni chełmskiej.
W okresie międzywojennym gmina weszła w skład woj. lubelskiego. W 1921 roku liczyła 2142 mieszkańców. Do 1927 roku gmina składała się z samych Łomaz. 1 kwietnia 1927 do gminy przyłączono część obszaru gminy Huszcza (wieś Jusaki). W 1933 roku podzielona na dwie gromady: Łomazy i Jusaki. Po wojnie gmina zachowała przynależność administracyjną. Według stanu z dnia 1 lipca 1952 roku gmina składała się z 6 gromad: Jusaki, Lubenka, Łomazy I, Łomazy II, Studzianka i Szymanowo.
Jednostka została zniesiona 29 września 1954 roku wraz z reformą wprowadzającą gromady w miejsce gmin. Gminę reaktywowano 1 stycznia 1973 roku w związku z kolejną reformą administracyjną. 1 stycznia 1984 z gminy Łomazy wyodrębniono gminę Rossosz.

## Struktura powierzchni
W 2002 r. gmina miała obszar 200,43 km², w tym:
- użytki rolne: 70%
- użytki leśne: 24%

Gmina stanowiła 7,28% powierzchni powiatu bialskiego.
W 2023 r. gmina miała obszar 198,55 km².

## Demografia
Dane z 30 czerwca 2011:
| Opis                              | Ogółem | Ogółem | Kobiety | Kobiety | Mężczyźni | Mężczyźni |
| --------------------------------- | ------ | ------ | ------- | ------- | --------- | --------- |
| jednostka                         | osób   | %      | osób    | %       | osób      | %         |
| populacja                         | 5535   | 100    | 2793    | 50,5    | 2742      | 49,5      |
| gęstość zaludnienia (mieszk./km²) | 27,6   | 27,6   | 13,9    | 13,9    | 13,7      | 13,7      |

- Piramida wieku mieszkańców gminy Łomazy w 2014 roku[16]

## Sołectwa
Bielany, Burwin, Dubów, Huszcza Druga, Huszcza Pierwsza, Jusaki-Zarzeka, Kopytnik, Korczówka, Koszoły, Krasówka, Kozły, Lubenka, Łomazy (sołectwa: Łomazy I i Łomazy II), Stasiówka, Studzianka, Szymanowo, Wola Dubowska, Wólka Korczowska.

## Sąsiednie gminy
Biała Podlaska, Drelów, Komarówka Podlaska, Piszczac, Rossosz, Sosnówka, Tuczna, Wisznice